# Listă de ustensile casnice
Aceasta este o listă a ustensilelor folosite pentru lucrul casnic, începând cu tacâmurile până la ustensilele pentru curățenie.

## Pentru pregătirea-servirea mâncării
- Lingură
- Furculiță
- Cuțit
- Furculingură
- Farfurie
- Castron sau farfurie cu fund adânc
- Oală
- Tavă
- Tigaie
- Cratiță
- Tel
- Tirbușon
- Satâr
- Masat

## Articole de papetărie
- Foarfece
- Capsator
- Perforator
- Suport pentru creioane
- Agrafă
- Decapsator

## Pentru curățenie
- Mătură
- Perie
- Făraș
- Mop